# Un drame au fond de la mer
Un drame au fond de la mer è un cortometraggio del 1901 diretto da Ferdinand Zecca.

## Trama
Due palombari sono sulla scena di un naufragio, per impossessarsi di una cassa, combattono ed uno di loro uccide il suo compagno con un'ascia tagliandogli il tubo che porta l'ossigeno.